# Beth Hatefutsoth
Museu Nahum Goldmann da Diáspora Judaica (Beth Hatefutsoth) é um museu de história e antropologia dedicado às comunidades judaicas do mundo. O museu foi fundado em 1978 após 10 anos de construção. O museu é uma parte do campus da Universidade de Tel Aviv, e também tem um centro educacional para estudar sobre folclore judaico. O museu é também um centro de documentar e preservar a memória de judeus e famílias judaicas que foram mortos ou destruídos em incidentes anti-semitas.